# 日本二十六聖人記念館

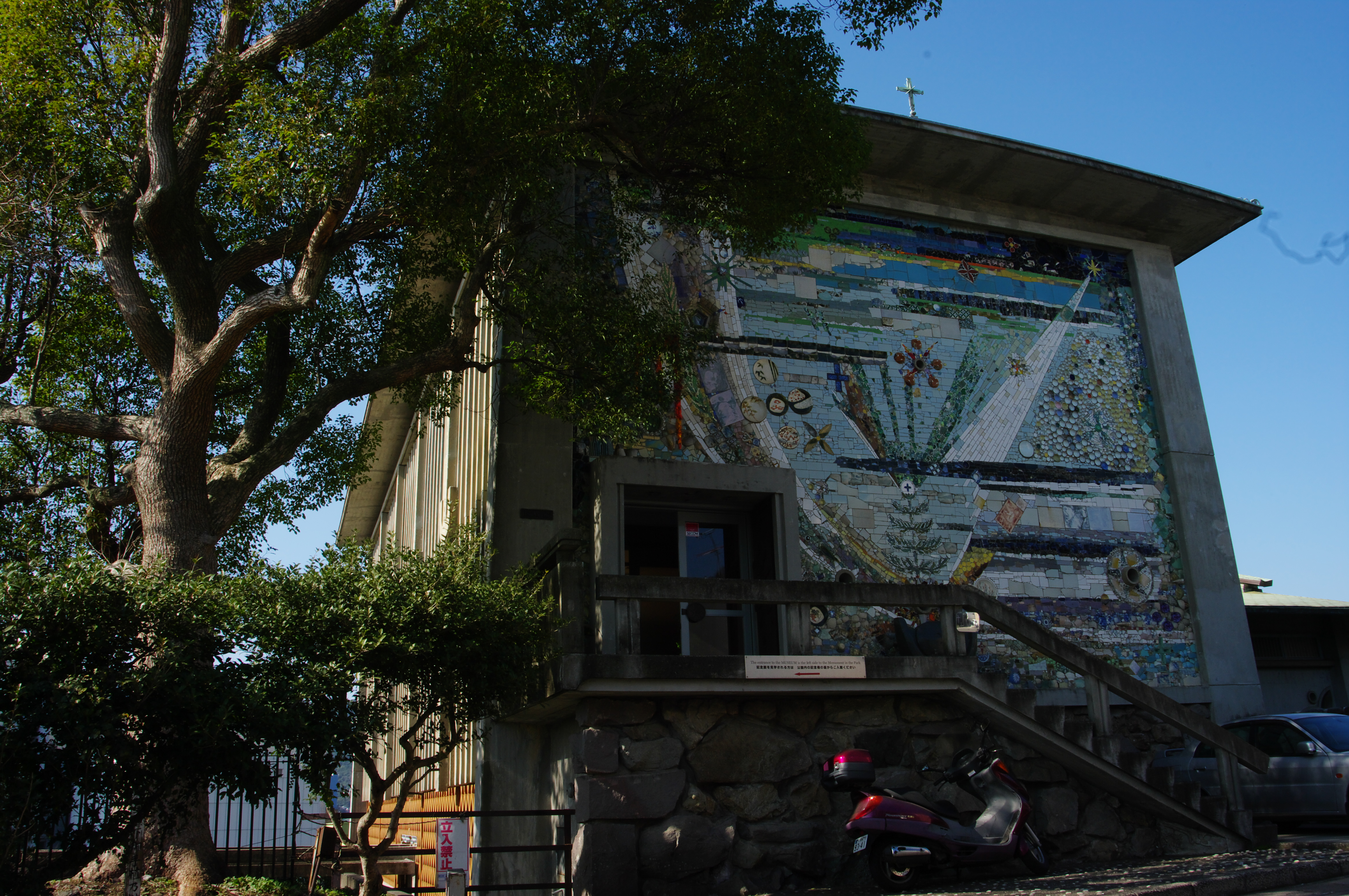
記念館壁面のモザイク画

日本二十六聖人記念館（にほんにじゅうろくせいじんきねんかん）は、長崎県長崎市にある、日本二十六聖人の顕彰を目的としてカトリック教会によって設立された博物館。長崎県史跡「西坂の丘」のある西坂公園に隣接する。
設計は今井兼次で鉄筋コンクリート製の3階建て。日本二十六聖人の列聖100周年にあたる1962年に開館した。
本項目では、日本二十六聖人記念館と一体の施設である日本二十六聖人記念聖堂、日本二十六聖人記念碑（それぞれ「記念館」「記念聖堂」「記念碑」と略称）についても述べる。

## 沿革
- 1962年6月10日：日本二十六聖人の列聖100周年を記念して開館[2]、初代館長に結城了悟神父就任。
- 1981年：ローマ教皇ヨハネ・パウロ2世来館。
- 2004年：第2代館長にレンゾ・デ・ルカ神父就任。
- 2008年：結城了悟神父が帰天。
- 2017年：第3代館長にアントニオ・ガルシア修道士就任[3]。
- 2018年：第4代館長にドメニコ・ヴィタリ神父就任[4]。
- 2021年：第5代館長に金亨郁（キム・ヒョンウク）神父就任[5]。
- 2023年：第6代館長にレンゾ・デ・ルカ神父就任[6]。

## 主な展示物
※外国語（人名、地名等）の表記は下記図録に従う

### 大航海時代関連
- スペイン・ガレオン船「サン・フェリペ号」模型
- ポルトガル・ナウ船模型
- 古地図 アブラハム・オルテリウス「インド」、1570年
- 古地図 ルドビコ・テイセラ「日本」、1595年
- ホーゲンベルグ「セビリア」、1569年頃

### 現代の作家による作品
- 長谷川路可「長崎への道」壁画、フレスコ、1965年　:  二十六聖人が畿内から長崎・西坂の刑場まで連行される様子を描いた作品。長谷川の遺作となった。
- 沢田政広「聖パウロ三木」木彫、1962年
- 舟越保武「高山右近」ブロンズ、1966年

## 関連施設

### 記念聖堂（聖フィリッポ教会）
記念館とは道路を挟んだ位置に立地する天使の羽をかたどった紡錘型の双塔が特徴的な建物で、設計は記念館同様今井兼次。アントニ・ガウディの研究者でもあった今井は、これらの建築にサグラダ・ファミリア教会で知られるガウディのスタイル（全体の形状や外壁面のタイル等）を意識的に取り入れることで、「スペインゆかりの地に立つ現代建築」という課題にこたえている。
なお、日本二十六聖人に捧げられた教会堂として建設された「日本26聖殉教者聖堂」を正式名称とする大浦天主堂が既に存在した関係で、聖堂の正式名称は、殉教者の一人フェリペ・デ・ヘススにちなんだ「日本二十六聖人記念聖堂 聖フィリッポ教会」である。
現役の教会堂として使われているが、カトリック長崎大司教区の管轄教会ではなく、直属の信徒もおらず、イエズス会直轄として運用されている。

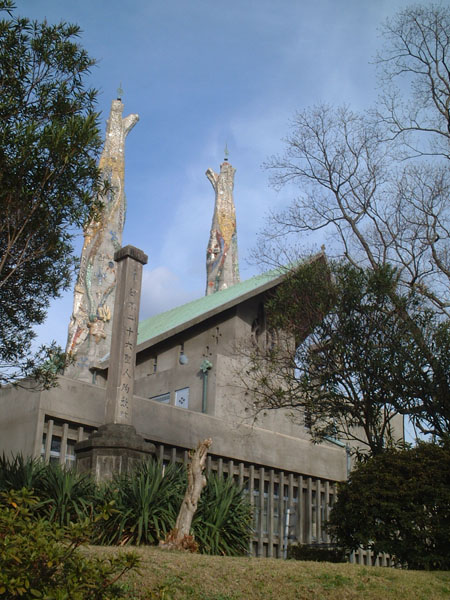
記念聖堂

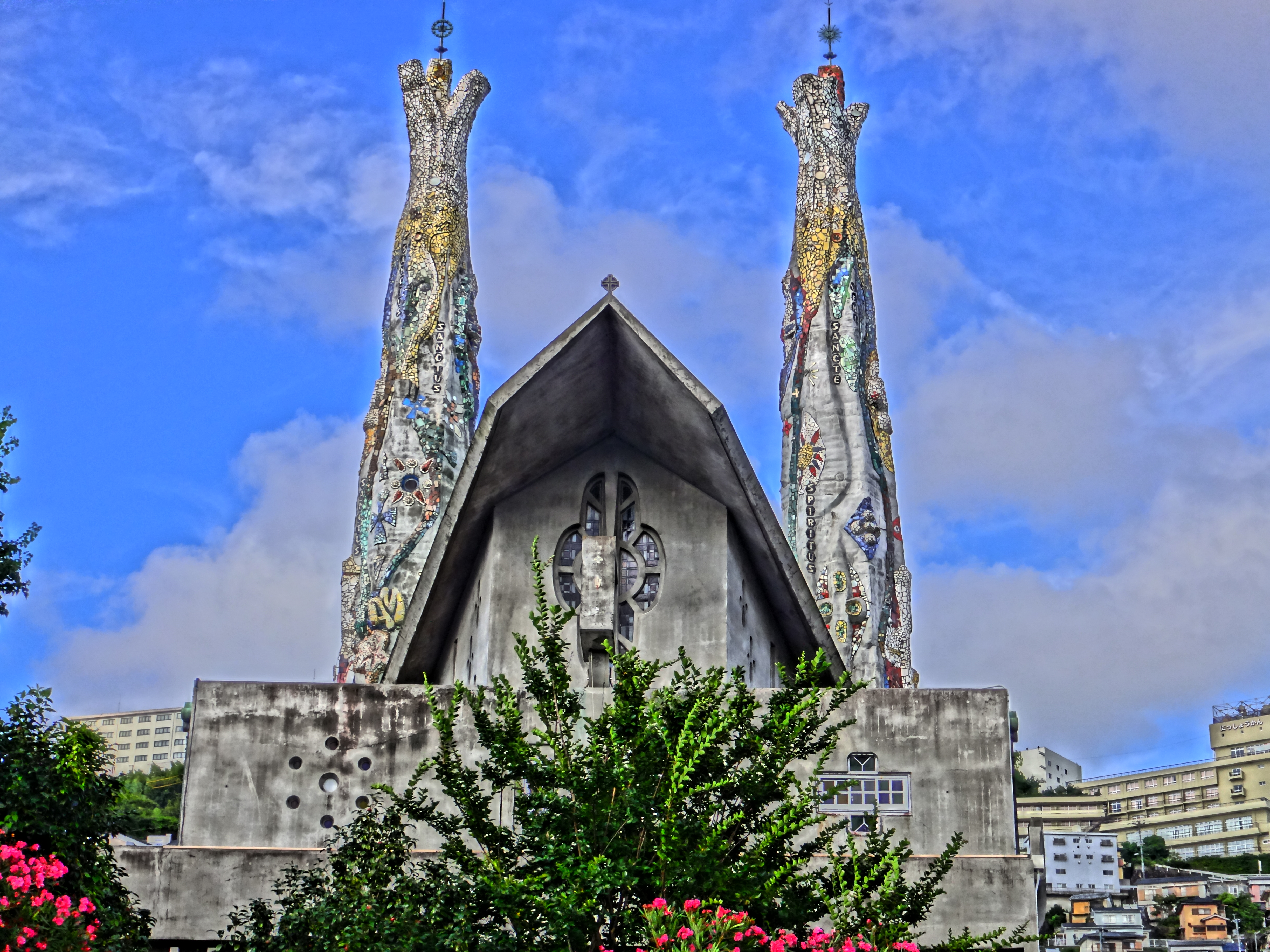
正面

### 記念碑「昇天のいのり」
1962年の列聖100周年を記念し記念館に隣接する西坂公園内に建立された。記念碑は花崗岩製高さ5.5メートル、幅17メートルの台座に、舟越保武制作の二十六聖人を模したブロンズ像がはめ込まれている。

## 建物の評価
1962年に第14回日本建築学会賞を受賞。2003年にはDOCOMOMO JAPAN選定 日本におけるモダン・ムーブメントの建築に選ばれている。

## 博物館の利用情報
- 開館時間：9:00 - 17:00
- 休館日：12月31日 - 1月2日
- 観覧料：一般500円（団体割引あり）

## 所在地・交通アクセス
- 〒850-0051 長崎市西坂町7-8
- 最寄の公共交通機関
  - JR：長崎駅より徒歩5分
  - バス：長崎駅前高速バスターミナルほか
  - 路面電車（長崎電気軌道）：八千代町電停または長崎駅前電停下車